# یاتشمیژ
یاتشمیژ (به لاتین: Jaćmierz) یک روستا در لهستان است که در گمینا زارشن واقع شده‌است. یاتشمیژ ۸۳۰ نفر جمعیت دارد و ۳۹۸ متر بالاتر از سطح دریا واقع شده‌است.